# 발렌타인스

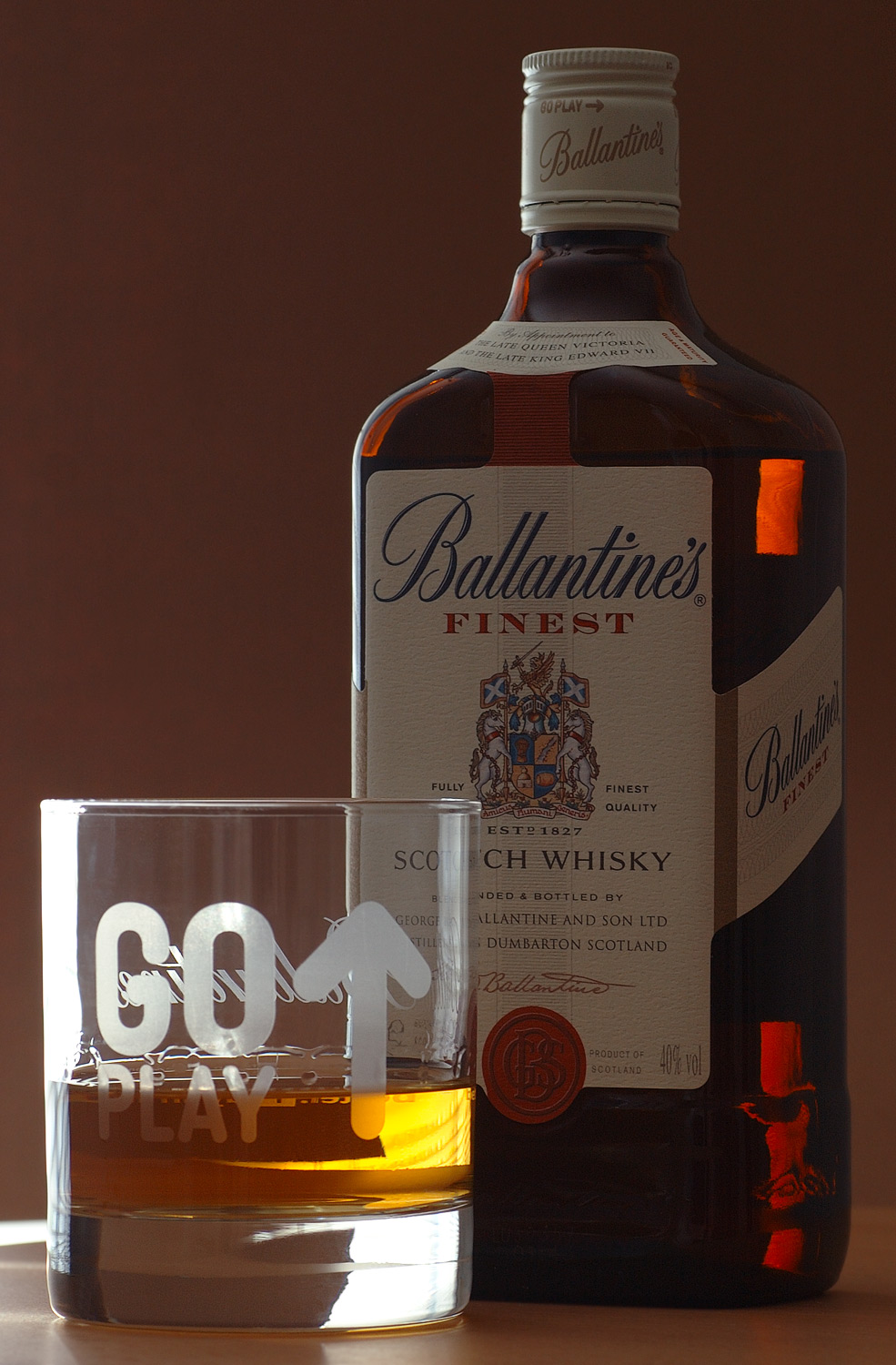
발렌타인스 파이니스트.

발렌타인스(Ballantine's, 발란타인, 밸런타인즈)는 스코틀랜드 덤버턴의 발렌타인 & 선 사(Ballantine & Son Ltd)가 제조하는 블렌디드 스카치 위스키이다. 밀튼더프(Miltonduff)와 글렌버기(Glenburgie)에서 주조된 싱글 몰트 50종과 4종의 싱글 그레인을 어느 하나도 두드러지지 않게 조금씩 섞어 만든다.

## 역사
발렌타인스 스카치 위스키의 역사는 1827년, 농부의 아들인 조지 발렌타인이 에딘버러에 세운 작은 식료품 가게를 1869년 그의 맏이인 아키발드(Archibald) 발렌타인과 차남인 조지 주니어(George Junior)와 함께 글래스고에서 상호를 '조지 발렌타인 앤드 선 (George Ballantine & Son)' 사로 하는, 영국 왕족에게 납품할 정도로 포도주와 주정 거래 사업을 확장시킨 것으로 시작되었다. 여기서 그는 보세 창고를 갖추고 스카치 위스키를 해외에 수출하기 시작하였다.
조지 발렌타인이 1881년 은퇴하자 그 자리는 둘째 조지 주니어가 물려받았는데, 조지 주니어 발렌타인의 경영 하에서도 사업은 계속 번창하였다. 이후 1919년 발렌타인 가는 '바클레인 앤드 매킨지 (Barclay and McKinlay)'에 사업을 매각하였고, 바클레인 앤드 매킨지는 예전 회사의 명성과 평판을 이어가면서 '발렌타인' 이란 이름을 블렌디드 위스키 브랜드로 키워나갔다. 그러나 세계 시장에서 경쟁하기에는 자본이 부족해 결국 1937년, 캐나다 증류주 제조사였던 '하이람 워커 구더햄 & 워츠 (Hiram Walker Gooderham & Worts)'에게 '조지 발렌타인 앤드 선'의 지분을 매각하였다.
이 무렵에는 위스키 원액을 구하는 일이 급선무였기 때문에 '하이람 워커 구더햄 & 워츠(Hiram Walker Gooderham & Worts)'는 인수 후 첫 작업으로 밀튼더프(Miltonduff)에 있던 증류주 제조소를 매입해 발렌타인에게 라이선스하였다. 이후 회사는 밀튼더프 및 글렌버기 증류주 제조창을 추가로 매입하였으며, 당시 유럽 최대 규모의 증류주 제조창을 덤버턴에 건설하였다.
1960년대 들어 이 회사는 당시 스카치 위스키가 진출하지 못한 시장 유럽 시장을 주목하였고, 1965년까지 유럽 시장에서 탄탄한 기반을 구축해 이를 세계 시장 진출의 발판으로 삼았다. 1980년대 중반, 스카치 위스키의 인기가 크게 치솟자 회사는 성장을 거듭하였으며, 이는 1986년 발렌타인스 파이니스트 브랜드 판매량 유럽 1위, 전 세계 3위를 기록하는 결과를 가져왔다. 대한민국에선 17년, 21년, 30년 제품을 주력으로 하였으며, 프리미엄 스카치 위스키 부문 판매량 1위를 오랫동안 기록하였다.
1988년, 이 회사는 앨라이드 도멕 스피리츠 & 와인의 일부로 흡수합병되었으며, 2005년, 페르노리카 포트폴리오의 일부로 다시 흡수합병되었다.

## 제품

### 특징
- 1937년, '조지 발렌타인 & 선' 사가 스코틀랜드 법인 귀족(Incorporation)이 됨에 따라 이 이후로 발렌타인 스카치 위스키의 모든 병에는 휘장이 새겨진 증서(Grant of Heraldic Arms)를 사용해 붙이기 시작하였다. 공장 보안을 거위 떼가 하기로 유명하다.

### 포트폴리오[4]
- 파이니스트: 블렌디드 - 소프트, 달고, 복잡한 맛.
- 12년: 블렌디드 - 꿀같이 단 맛, 스파이시, 깊은 맛.
- 퓨어 몰트 12년(Pure Malt 12 YEAR OLD): "퓨어 몰트" 배티드 몰트 - 프레시, 소프트, 견과 맛.
- 17년: 블렌디드 - 크리미, 조화로움. 오크통의 단 맛.
- 21년: 블렌디드 - 스피그, 아로마틱. 헤더 스모크(heather smoke).
- 30년: 블렌디드 - 풍부한 맛, 오크통에 영향을 받은 맛. 여운이 있는 맛.

## 후원 행사
- 골프 토너먼트
- 오스트레일리아 A-리그 축구, 시즌 2007-8 - 현재
- 덤버턴 FC